# Acoustic Live
Acoustic Live è un album dal vivo del gruppo musicale britannico Erasure, pubblicato nel 2006.

## Tracce
Tutte le tracce sono state scritte da Vince Clarke e Andy Bell, eccetto dove indicato.

### Disco 1
1. Home — 5:46
2. Boy — 4:19
3. Victim of Love — 3:21
4. Stay with Me — 5:41
5. Love Affair — 5:09
6. Oh L'amour — 3:13
7. Alien — 4:19
8. Blue Savannah — 6:09
9. Spiralling — 2:51
10. How Many Times? — 3:42

### Disco 2
1. Sometimes — 5:47
2. Tenderest Moments — 5:36
3. Ship of Fools — 4:01
4. Love to Hate You — 5:41
5. Against My View — 3:51 (Elizabeth Stratton)
6. Piano Song — 3:50
7. Rock Me Gently — 5:58
8. Stop! — 4:15
9. Chains of Love — 6:08
10. A Little Respect — 4:00